# Michael Milken

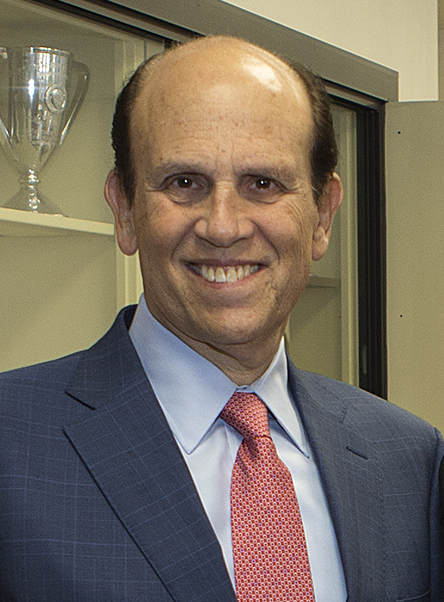
Michael Milken (2014)

Michael Robert Milken (* 4. Juli 1946 in Encino, Kalifornien) ist ein US-amerikanischer Finanzier und Investmentbanker, der in den 1970er Jahren einer der Hauptbeteiligten bei der Schaffung des Marktes für Hochzinsanleihen (englisch junk bonds, von daher sein Spitzname „The Junk Bond King“ – König der Ramschanleihe) war. 1989 wurde er nach einem Schuldbekenntnis wegen Verstoßes gegen Wertpapiergesetze und deren unterliegenden Berichtsanforderungen verurteilt. Er erhielt ein lebenslanges Berufsverbot, wurde zu einer Geldstrafe in Höhe von 200 Millionen US-Dollar, wobei er zusätzlich Schadensersatzzahlungen von 400 Millionen US-Dollar in einen Fonds der SEC einbezahlte, und zu zehn Jahren Gefängnis verurteilt, von denen er aber nur zwei Jahre verbüßen musste.
Im Februar 2020 wurde Milken von US-Präsident Donald Trump begnadigt, womit das Berufsverbot aufgehoben wurde.

## Biographie
Milken wurde in Encino, Kalifornien in eine Familie der jüdischen Mittelklasse geboren. Er erwarb einen Bachelor mit Auszeichnung an der Universität von Kalifornien in Berkeley und einen MBA an der Wharton School. Seine Kommilitonen dort waren Sally Field und Cindy Williams.
Während seines MBA-Studiums forschte Milken über Hochzinsanleihen, die von Unternehmen schlechter Bonität ausgegeben werden. Trotz des höheren Ertrags waren nur wenige Anleger bereit, in diese Anleihen zu investieren. Milkens Forschungsergebnisse besagten, dass der Ertrag auch im Vergleich zu dem höheren Risiko immer noch überdurchschnittlich war, und später konnte er als Investmentbanker einen großen Markt für diese Anleihen aufbauen.
1993 erkrankte Milken an Prostatakrebs, der aber durch eine Androgen-Entzugstherapie sowie durch Bestrahlung gestoppt werden konnte. Seit dieser Zeit kämpft Milken gegen den Krebs und macht sich für Bildung stark. Ebenfalls 1993 rief er die gemeinnützige Organisation Prostate Cancer Foundation (PCF) ins Leben, 2003 gründete er die gemeinnützige Organisation Faster Cures / The Center for Accelerating Medical Solutions, die die 2004 gegründete Organisation Patients Helping Doctors unterstützt. Letztere Organisation hilft Erkrankten, Gewebeproben für Forschungsdatenbanken zu stiften.
Zusammen mit seinem Bruder Lowell und dem Oracle-Chef Larry Ellison gründete er 1996 den Bildungskonzern Knowledge Universe.

## Karriere an der Wall Street
Ab Januar 1969 arbeitete Milken für die New Yorker Investmentbank Drexel Harriman Ripley, nach deren Fusion für Drexel Burnham Lambert. Er war verantwortlich für Hochzinsanleihen und erwirtschaftete Kapitalrenditen von bis zu 100 %. 1976 hatte er ein geschätztes Einkommen von 5 Millionen Dollar pro Jahr. 1978 verlagerte Milken seine Abteilung nach Kalifornien.
Milken weitete das Geschäft mit ertragsstarken Hochzinsanleihen bei Drexel Burnham Lambert aus und war einer der Auslöser für die Vielzahl von fremdfinanzierten Firmenkäufen (Leveraged Buy-outs) in den 1980er Jahren. Durch das ihm entgegengebrachte Vertrauen konnte er für seine Kunden umfangreiche Schuldverschreibungen auf den Finanzmärkten platzieren. Er trug wesentlich zum Geschäftserfolg von Drexel Burnham Lambert bei. Die Gesellschaft nahm 1986 vier Milliarden Dollar an Honoraren ein und war die profitabelste US-Investmentbank. Im gleichen Jahr erhielt Milken 550 Millionen Dollar an Gehalt und Bonus.
Milken galt 1987 als König der Ramschanleihe und war damit neben Ivan Boesky und Carl Icahn eine der Vorlagen für Gordon Gekko, die Hauptfigur im Spielfilm Wall Street.
Im Juni 1989 zog sich Milken von Drexel zurück und gründete seine eigene Firma, die International Capital Access Group.

### Finanzbetrug
1989 klagte der New Yorker Bezirksstaatsanwalt Rudy Giuliani, auf Grundlage des RICO Acts, Milken vor einem Bundesgericht an. Milken wurden Erpressung, Steuerhinterziehung, Insiderhandel und Betrug vorgeworfen. Nach weiteren Ermittlungen willigte Milken ein, sich in sechs Punkten von Verstoßes gegen Wertpapiergesetze und deren unterliegenden Berichtsanforderungen schuldig zu bekennen und 200 Millionen Dollar Bußgeld zu zahlen. Weitere 400 Millionen Dollar zahlte er für Vergleiche in Zivilprozessen. Er wurde lebenslang vom Wertpapierhandel ausgeschlossen. 1998 zahlte er weitere 47 Millionen Dollar Bußgeld an die SEC, weil er als Berater für MCI und Revlon gegen diese Sperre verstoßen hatte. Ursprünglich wurde Milken zu 10 Jahren Haft verurteilt, jedoch nach 22 Monaten Gefängnis im Januar 1993 entlassen.
Auch als Ex-Straftäter setzte Milken seine Tätigkeit als Finanzier fort. So 1996 orchestrierte er den Verkauf des Senders Turner Broadcasting System/CNN an den Medienkonzern Time Warner, für den er 50 Millionen Dollar als Berater-Honorar erhielt.
Am 18. Februar 2020 wurde Milken von US-Präsident Trump begnadigt. Die Begnadigung war höchst kontrovers und wurde in den USA breit kritisiert.

## Sonstiges
1991 gründete Milken das in Santa Monica ansässige Milken Institute, eine unabhängige Wirtschafts-Denkfabrik.
Milken ist Träger des satirischen Ig-Nobelpreises in der Kategorie „Wirtschaft“ (1991).
Milkens Privatvermögen wurde von Forbes im April 2025 auf 7 Mrd. US-Dollar geschätzt, womit er Platz 465 der reichsten Menschen der Welt belegte.
Michael Milken ist verheiratet und hat drei Kinder.